# Skotobaena mortoni
Skotobaena mortoni är en kräftdjursart som beskrevs av Franco Ferrara och Théodore Monod 1972. Skotobaena mortoni ingår i släktet Skotobaena och familjen Cirolanidae. Inga underarter finns listade i Catalogue of Life.